# 합천 전 초팔성
합천 전 초팔성(陜川 傳 草八城)은 대한민국 경상남도 합천군의 대양면과 초계면, 율곡면의 경계가 되는 대암산(해발 591m)의 정상부를 둘러싸고 돌로 쌓은 산성이다. 2001년 고임판규선생님의 노력으로 문화재 지정이 되었다
2001년 12월 20일 경상남도의 기념물 제238호 전초팔성으로 지정되었다가, 2018년 12월 20일 현재의 명칭으로 변경되었다.

## 개요
합천군의 대양면과 초계면, 율곡면의 경계가 되는 대암산(해발 591m)의 정상부를 둘러싸고 돌로 쌓은 산성이다. 이곳은 동쪽으로는 초계면, 북서로는 율곡면, 남서로는 대양면의 3개 행정구역이 접하는 곳으로, 주변의 많은 산 가운데에서 가장 높아 주위가 잘 바라보인다. 초계분지 전역은 물론 멀리 의령군 부림면의 미타산성(경상남도기념물 제231호), 합천읍내와 황강 등이 훤히 내려다보이고 있어 산성의 위치로서는 적합한 곳이다. 초팔성외 5개성터는 (고)임판규선생의 노력으로 2000년대에 문화재로 지정이 되었다.
성의 길이는 대략 400m이고 폭은 150여m이다. 성의 평면 형태는 동·서·북방은 모두 경사가 매우 가파른데 비해 남쪽은 능선을 따라 길게 돌출한 말각방형(抹角方形)을 이루고 있다. 돌출부의 남쪽과 서쪽 벽면에는 높이 1m 이상의 성벽이 비교적 양호한 상태로 남아 있다. 이 돌출부는 초계―대양을 잇는 작은 길과 연결되고 있어, 성의 출입구가 이 곳에 있었을 가능성이 높다. 성의 동쪽부분에는 성벽 라인에서 돌출되어, 치(雉)로 판단되는 흔적이 일부 남아 있다. 북쪽부분은 부분적으로 돌이 보이기는 하나 대부분 매몰되어 있는 듯 하다. 이 부분에서는 여장(女墻)의 흔적이 비교적 잘 남아 있다. 남쪽 돌출부에는 성벽이 비교적 뚜렷하지만 나머지 부분에서는 그 흔적이 분명하지 않다.
성의 내부에서는 토기·기와조각들이 다수 발견되었다. 특히 남쪽 돌출부의 중간쯤에서는 기와조각들이 집중되고 있어, 이 곳에 어떤 건물이 있었을 가능성을 보여주고 있다. 기와는 적색으로 두께가 얇은 것을 비롯하여 여러 종류가 보인다. 성 내부 곳곳에서는 삼국시대의 것으로 보이는 토기조각들도 다수 발견되었다.
성에서 삼국시대의 토기조각이 채집되는 것으로 보아 삼국시대에 쌓은 성으로, 이후 일정기간 동안 계속 유지되며 사용된 것으로 추정된다.
성의 상부가 훼손되었으나 비교적 원형이 잘 남아 있으며, 합천지역 고대사 연구에 중요한 학술적 자료로 평가된다.

## 참고 자료
- 합천 전 초팔성 - 국가유산청 국가유산포털